# ری کادیو
ری کادیو (انگلیسی: Ray Cadieux؛ زادهٔ ۲۷ دسامبر ۱۹۴۱) بازیکن هاکی روی یخ اهل کانادا است.